# Aprostocetus eurytus
Aprostocetus eurytus är en stekelart som först beskrevs av Walker 1839.  Aprostocetus eurytus ingår i släktet Aprostocetus och familjen finglanssteklar. Inga underarter finns listade i Catalogue of Life.